# King megye (Washington)
King megye az Amerikai Egyesült Államokban, azon belül Washington államban található. Megyeszékhelye és legnagyobb városa Seattle. Lakosainak száma 2 269 675 fő (2020).

## Szomszédos megyék
- Snohomish megye (észak)
- Pierce megye (dél)
- Chelan megye (északkelet)
- Kittitas megye (délkelet)
- Kitsap megye (nyugat)
- Yakima megye (délkelet)

## Népesség
A megye népességének változása:
| Lakosok száma | 302  | 2120 | 6910 | 110 053 | 284 638 | 1 937 485 | 1 971 313 | 2 044 449 | 2 117 125 | 2 269 675 |
|               | 1860 | 1870 | 1880 | 1900    | 1910    | 2010      | 2011      | 2013      | 2015      | 2020      |